# 1886 az irodalomban
Az 1886. év az irodalomban.

## Megjelent új művek

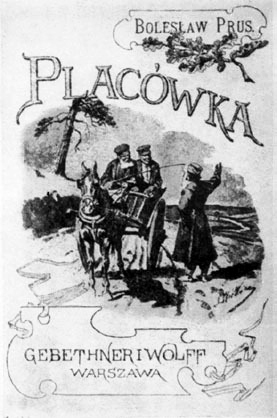
Bolesław Prus regényének fedőlapja

- Edmondo De Amicis regénye: Szív (Cuore), az olasz író legismertebb műve
- Herman Bang dán író regénye: Ved Vejen (Útszélen)
- Emilia Pardo Bazán galiciai (spanyol) író, esszéista, kritikus regénye (1886–1887): Los pazos de Ulloa (Az Ulloa birtok)
- Thomas Hardy regénye: A weydoni asszonyvásár (The Mayor of Casterbridge)
- Vlagyimir Korolenko orosz író: A vak muzsikus (Слепой музыкант)
- Pierre Loti francia író regénye: Pêcheur d'Islande (Izlandi halász)[1]
- Octave Mirbeau francia szerző regénye: Kálvária (Le Calvaire)
- Bolesław Prus lengyel író regénye: Placówka; folytatásokban: 1885–1886, könyv alakban: 1886
- Henryk Sienkiewicz lengyel író történelmi regénye: Özönvíz (Potop), a trilógia második része; folytatásokban: 1884–1886, könyv alakban: 1886
- Robert Louis Stevenson skót író
  - ifjúsági regénye: Emberrablók (Kidnapped)
  - „"tudathasadásos" regény-víziója” : Dr. Jekyll és Mr. Hyde különös esete (Strange Case of Dr Jekyll and Mr Hyde)[2]
- August Strindberg négykötetes önéletrajzi regénye, A cseléd fia (Tjänstekvinnans son) első kötete (I – III.: 1886 –1887, IV.: 1909)
- Lev Tolsztoj kisregénye: Ivan Iljics halála (Смерть Ивана Ильича)
- Jules Vallès francia író Jacques Vingtras [a főhős neve; magyarul: Szemben a világgal] című önéletrajzi regénytrilógiájának befejező könyve: L'Insurgé - 1871 (A lázadó). Az első rész 1879-ben, a második 1881-ben jelent meg.[3]
- Jules Verne regényei:	
  - Egy sorsjegy története (Un Billet de loterie); [másik magyar címe: Kamp Ole sorsjegye)]
  - Hódító Robur (Robur-le-Conquérant)
- Émile Zola regénye: A mestermű (L'Œuvre)

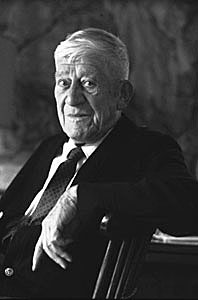
Oskar Kokoschka

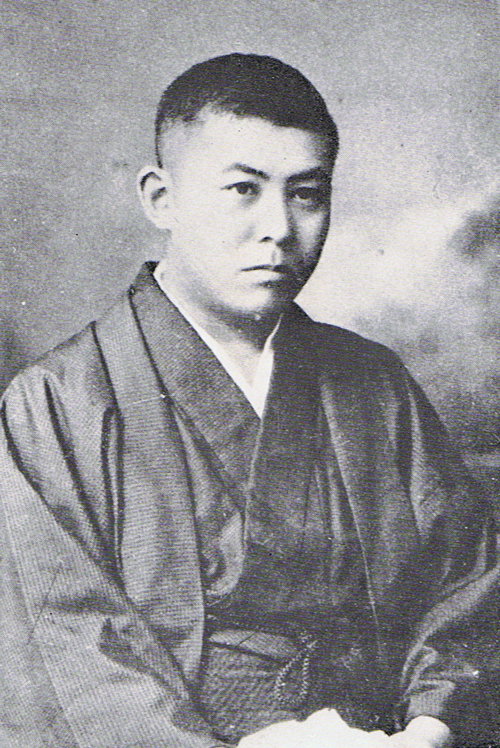
Tanizaki Dzsunicsiró

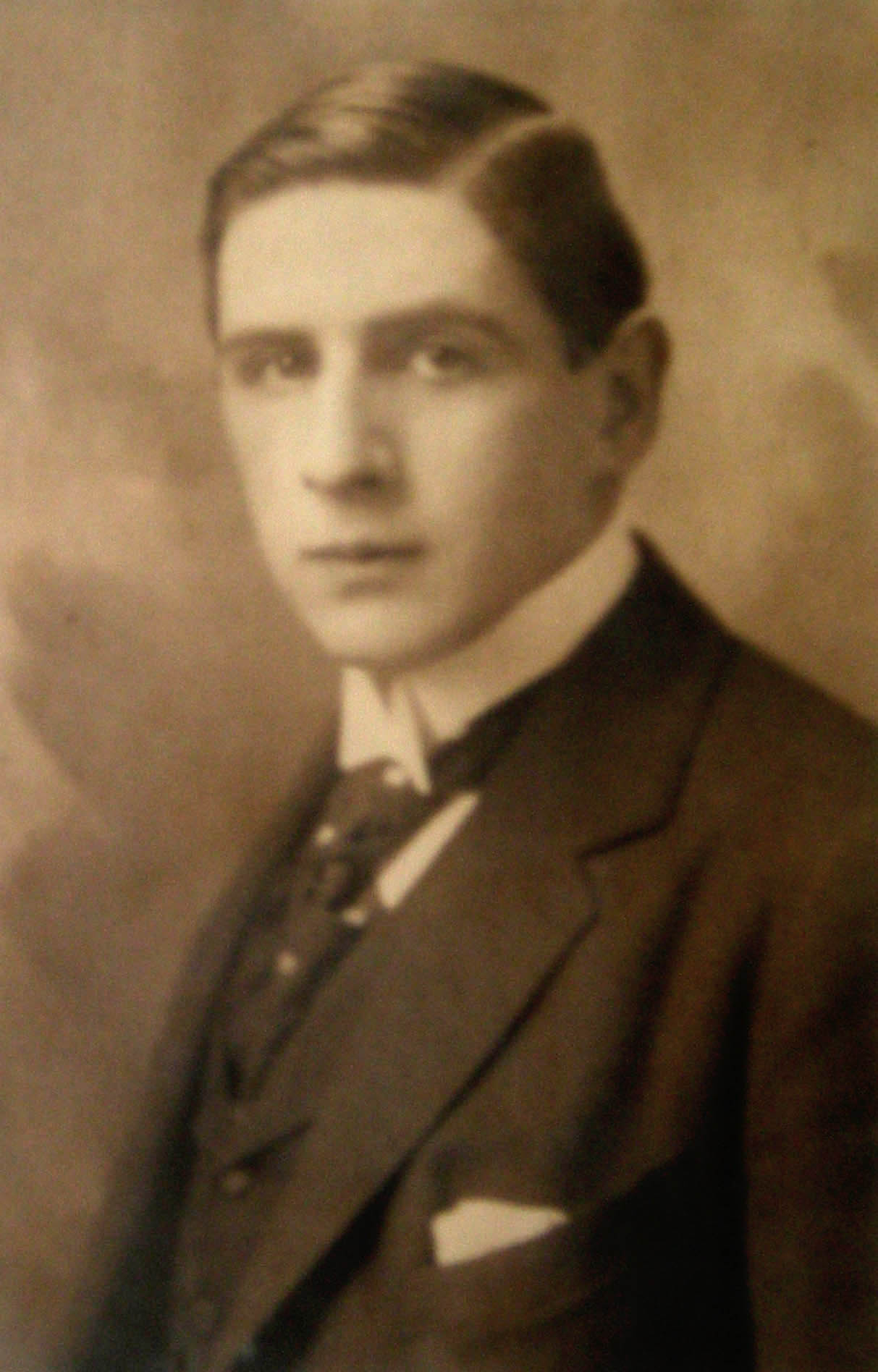
Hermann Broch

### Költészet
- Victor Hugo befejezetlen poémája: La Fin de Satan (A sátán bukása), posztumusz kiadás
- Sully Prudhomme: Le Prisme et la Révolte des fleurs (?)
- Arthur Rimbaud prózaversei: Színvázlatok (Les Illuminations)

### Dráma
- Anton Csehov monológja: A dohányzás ártalmasságáról (О вреде табака)
- Megjelenik Henrik Ibsen drámája: Rosmersholm, bemutató 1887. január

### Magyar nyelven
- Mikszáth Kálmán:
  - A lohinai fű (elbeszélés)
  - Urak és parasztok (elbeszélések)
  - A két koldúsdiák (ifjúsági regény)
  - A tisztelt ház (politikai karcolatok)
- Tolnai Lajos regényei: 
  - A jubilánsok
  - Az új főispán
  - Eladó birtok
- Csiky Gergely munkája: Dramaturgia
- Rákosi Jenő irodalomelméleti tanulmánya: A tragikum

## Születések
- március 1. – Oskar Kokoschka osztrák expresszionista festő, grafikus, drámaíró, költő († 1980)
- április 14. – Tóth Árpád költő, műfordító († 1928)
- április 15. – Nyikolaj Sztyepanovics Gumiljov orosz költő, az akmeista irányzat vezető képviselője († 1921)
- július 24. – Tanizaki Dzsunicsiró japán író, a modern japán irodalom egyik legnagyobb alakja († 1965)
- október 3. – Alain-Fournier francia költő, író († 1914)
- november 1. – Hermann Broch osztrák regényíró, novellista, lírikus , filozófus († 1951)

## Halálozások
- május 15. – Emily Dickinson amerikai költőnő (* 1830)
- június 14. – Alekszandr Nyikolajevics Osztrovszkij orosz drámaíró, műfordító (* 1823)